# Old Weston
Old Weston är en ort och civil parish i Storbritannien.   Den ligger i distriktet Huntingdonshire i grevskapet Cambridgeshire i riksdelen England, i den sydöstra delen av landet, 100 km norr om huvudstaden London. Old Weston ligger 56 meter över havet och antalet invånare är 250.
Terrängen runt Old Weston är platt, och sluttar österut. Runt Old Weston är det ganska tätbefolkat, med 179 invånare per kvadratkilometer. Närmaste större samhälle är Rushden, 17,8 km sydväst om Old Weston. Trakten runt Old Weston består till största delen av jordbruksmark.